# Jugend- und Sozialwerk
Die Jugend- und Sozialwerk gemeinnützige GmbH (JuS) ist ein anerkannter freier Träger der Jugendhilfe mit Sitz in Oranienburg in Brandenburg. Mit mehr als 1.300 Mitarbeitern, über 10.000 KiTa-Betreuungsplätzen sowie sechs anerkannten Schulen zählt JuS zu den großen gemeinnützigen Trägern in der Bundesrepublik Deutschland.

## Geschäftsfelder und Aktivitäten
Das JuS bewirtschaftet 67 Kindertageseinrichtungen, fünf Schulen, eine Fachschule für Sozialwesen und eine Wohnstätte für Erwachsene mit Behinderungen. Darüber hinaus ist es Betreiber der humanistischen Jugendfeiern im Landkreis Oberhavel. Es JuS fühlt sich humanistischen Traditionen und Idealen verpflichtet. Die JuS verfügt über eine eigenständige Trägerkonzeption. Darüber hinaus entwickelt jede Einrichtung ein hauseigenes pädagogisches Konzept, das sowohl dem Zeitgeist als auch den landesspezifischen Anforderungen entspricht.

## Kindertageseinrichtungen
Die JuS betreibt ein Netz an Kindertageseinrichtungen im östlichen Teil Deutschlands. Einige Einrichtungen der Trägerschaft bieten Betreuungsplätze für Kinder ab dem Alter von einem Jahr an; weitere Kindertagesstätten nehmen zudem Kleinstkinder ab der achten Woche auf. Mehrere Kindertagesstätten bieten eine angeschlossene Hortbetreuung an. Die pädagogischen Angebote erstreckten sich über Kneipp-Kitas, Einrichtungen mit offener Arbeit, Kitas mit festen Gruppen, integrativen Kindertagesstätten bis hin zu ökologisch orientierten Kindertageseinrichtungen.

## Horte
Die Horte stellen eine Betreuung für Grundschulkinder bereit. Sie können dort nach dem Schulunterricht ihre Freizeit unter Beaufsichtigung verbringen. Mehrere JuS-Horte kooperieren mit Grundschulen. Sämtliche Horte befinden sich in der Nähe der Schulen oder direkt in deren Räumlichkeiten. Darüber hinaus betreibt das JuS Kindertagesstätten mit angeschlossenem Hort.

## Schulen
Das JuS betreibt zwei Grundschulen, eine Oberschule und ein Gymnasium im Bundesland Brandenburg. Seit 2016 ist das JuS Betreiber einer neu gegründeten Fachschule für Sozialwesen mit Ziel zur Ausbildung staatlich anerkannter Erzieher und Erzieherinnen. In Mecklenburg-Vorpommern betreibt das JuS das Schulzentrum Rosenow, das Schüler von der ersten bis zur sechsten Schulklasse unterrichtet. Alle Schulen sind mit dem Namenszusatz Mosaik versehen.
Die Schülerinnen und Schüler tragen eine einheitliche Kleidung.